# Луций Валерий Флак (консул 195 пр.н.е.)
Вижте пояснителната страница за други личности с името Луций Валерий Флак.
Луций Валерий Флак (на латински: Lucius Valerius Flaccus; † 180 пр.н.е.) е политик на Римската република. Съюзник е на известния цензор Катон Стари.
Той е син на Публий Валерий Флак (консул 227 пр.н.е.).
През 201 пр.н.е. Флак е едил, 199 пр.н.е. претор в Сицилия и 195 пр.н.е. консул заедно с Марк Порций Катон Стари. По време на консулата си Флак побеждава боиите и инсубрите. 191 пр.н.е. той е легат при Термопилите. Като триумвир той помага 190 пр.н.е. при защитата на Плацентиа и Кремона и основава Бонония (Болоня).
През 184 пр.н.е. той става заедно с Катон цензор и princeps senatus, след смъртта на Публий Корнелий Сципион Африкански. Флак умира през 180 пр.н.е. Неговият син Луций Валерий Флак е през 152 пр.н.е. консул.